# Герб Фарерських островів
Герб Фарерських островів був затверджений у 2004 році. Він складається з синього щита, на якому зображений овен (veðrur). Вівці вважаються символом Фарерських островів, оскільки саме від них походить назва островів (фар. Føroyar у перекладі — Овечі острови). Також вівці є найпоширенішими тваринами на островах. Прототипом нинішнього герба був церковний герб у місті Кіркьюбур у XV столітті.
Фарерський парламент Льогтінг використовував овна на своєй печатці. Разом з розпуском Легтінга у 1816 був скасований і цей неофіційний герб. Печатку з овном не почали використовувати і після відновлення парламенту у 1852 році, а також в час фактичної незалежности Фарерів під британською окупацією під час Другої світової війни.
Після того, як у 1948 році був ухвалений закон про введення посади прем'єр-міністра (легмадура), той вибрав собі у 1950 році овна як герб. У 2004 році був остаточно прийнятий герб у сучасному вигляді. На ньому змальований сріблястий овен в оборонній позі із золотими копитами та рогами. Синій колір (Merkið) на заднього фоні відповідає синьому кольору на прапорі островів Фарерських.
Герб використовується главою уряду, урядом та фарерськими зарубіжними послами. Проте, деякі урядові відомства все ще використовують стару версію герба, яка використовувалась з 1950 по 2004 рік.